# Кинестатичка меморија
Кинестатичка меморија је простор у ком се памте покрети физичког тела.

## Памћење телесних покрета
Телесни покрети или скупови телесних покрета памте се у меморији покрета или кинестатичкој меморији. Појам кинестатича меморија сусреће се у радовима К. Кастанеде о физичким вежбама за развој перцепције.